# Dysdera cribellata
Dysdera cribellata este o specie de păianjeni din genul Dysdera, familia Dysderidae, descrisă de Simon, 1883.
Este endemică în Insulele Canare. Conform Catalogue of Life specia Dysdera cribellata nu are subspecii cunoscute.